# Macskacápafélék
A macskacápafélék családja (Scyliorhinidae), a porcos halak (Chondrichthyes) osztálya, Elasmobranchii alosztálya, Selachimorpha öregrendje Carcharhiniformes rendjébe tartozik. 15 nem és 94 faj tartozik a családhoz
A rendre általánosan jellemző, hogy mindig 5 pár oldalsó elhelyezkedésű kopoltyúrésük van, amely szabadon nyílik. Mellúszóik a kopoltyúrések sora után következnek. Hátúszójukban nincs tüske. Farokalatti (anális) úszójuk megtalálható. Szemüket harmadik szemhéj, átlátszó pislogóhártya is védi a sérülésektől.
A macskacápafélék kisebb méretű (max. 1,5-2 méter) cápák. Főként partmenti tengerfenéken fordulnak elő, meleg és mérsékelt éghajlaton. Testük gyakran tarka színezetű. Puhatestűekkel, rákokkal és kis halakkal táplálkoznak, emberre veszélytelenek. Gyakran tartják őket tengeri akváriumokban.

## Rendszerezés
A családba az alábbi nemek és fajok tartoznak:
- Apristurus (Garman, 1913) – 23 faj
  - Apristurus atlanticus
  - Apristurus brunneus
  - Apristurus canutus
  - Apristurus herklotsi
  - Apristurus indicus
  - Apristurus investigatoris
  - Apristurus japonicus
  - Apristurus kampae
  - Apristurus laurussonii
  - Apristurus longicephalus
  - Apristurus macrorhynchus
  - Apristurus manis
  - Apristurus microps
  - Apristurus nasutus
  - Apristurus parvipinnis
  - Apristurus platyrhynchus
  - Apristurus profundorum
  - Apristurus riveri
  - Apristurus saldanha
  - Apristurus sibogae
  - Apristurus sinensis
  - Apristurus spongiceps
  - Apristurus stenseni

- Asymbolus (Whitley, 1939) – 2 faj 
  - Asymbolus analis
  - Asymbolus vincenti

- Atelomycterus (Garman, 1913) – 3 faj
  - Atelomycterus fasciatus
  - Atelomycterus macleayi
  - Atelomycterus marmoratus

- Aulohalaelurus (Fowler, 1934) – 1 faj
  - Aulohalaelurus labiosus

- Cephaloscyllium (Gill, 1862) – 7 faj
  - Cephaloscyllium fasciatum
  - Cephaloscyllium isabellum
  - Cephaloscyllium laticeps
  - Cephaloscyllium nascione
  - Cephaloscyllium silasi
  - Cephaloscyllium sufflans
  - Cephaloscyllium ventriosum

- Cephalurus (Bigelow & Schroeder, 1941) – 1 faj
  - Cephalurus cephalus

- Galeus (Rafinesque, 1810) – 14 faj
  - Galeus antillensis
  - Galeus arae
  - Galeus boardmani
  - Galeus cadenati
  - Galeus eastmani
  - foltos cápa (Galeus melastomus)
  - Galeus mincaronei
  - Galeus murinus
  - Galeus nipponensis
  - Galeus piperatus
  - Galeus polli
  - Galeus sauteri
  - Galeus schultzi
  - Galeus springeri

- Halaelurus (Gill, 1862) – 11 faj
  - Halaelurus alcockii
  - Halaelurus boesemani
  - Halaelurus buergeri
  - Halaelurus canescens
  - Halaelurus dawsoni
  - Halaelurus hispidus
  - Halaelurus immaculatus
  - Halaelurus lineatus
  - Halaelurus lutarius
  - Halaelurus natalensis
  - Halaelurus quagga

- Haploblepharus (Garman, 1913) – 3 faj
  - félénk macskacápa (Haploblepharus edwardsii)
  - Haploblepharus fuscus
  - Haploblepharus pictus

- Holohalaelurus (Fowler, 1934) – 2 faj
  - Holohalaelurus punctatus
  - Holohalaelurus regani

- Parmaturus (Garman, 1906) – 5 faj
  - Parmaturus campechiensis
  - Parmaturus macmillani
  - Parmaturus melanobranchus
  - Parmaturus pilosus
  - Parmaturus xaniurus

- Pentanchus (Smith & Smith, 1912) – 1 faj
  - Pentanchus profundicolus

- Poroderma (Smith, 1838) – 3 faj
  - pizsamás cápa (Poroderma africanum)
  - gepárdfoltos macskacápa (Poroderma pantherinum)
  - Poroderma variegatum

- Schroederichthys (Springer, 1966) – 5 faj
  - Schroederichthys bivius
  - Schroederichthys chilensis
  - Schroederichthys maculatus
  - Schroederichthys saurisqualus
  - Schroederichthys tenuis

- Scyliorhinus (Blainville, 1816) – 13 faj
  - Scyliorhinus besnardi
  - Scyliorhinus boa
  - kispettyes macskacápa (Scyliorhinus canicula)
  - Scyliorhinus capensis
  - Scyliorhinus cervigoni
  - Scyliorhinus garmani
  - Scyliorhinus haeckelii
  - Scyliorhinus hesperius
  - Scyliorhinus meadi
  - macskacápa (Scyliorhinus retifer)
  - nagy macskacápa (Scyliorhinus stellaris)
  - Scyliorhinus torazame
  - Scyliorhinus torrei

## Ajánlott magyar nyelvű könyvek
- Dudich, E., Loksa, I. (1987): Állatrendszertan – Tankönyvkiadó, Budapest ISBN 963-18-0543-3
- Papp, L. (1996): Zootaxonómia – egységes jegyzet – Állatorvostudományi Egyetem, Budapest
- Deckert, K. et al (1974): Uránia Állatvilág: halak, kétéltűek, hüllők – Gondolat Kiadó, Budapest ISBN 963-280-138-5

## Külső hivatkozások (angolul)
Ellenőrzött (lektorált és referált) elektronikus ismeretforrások az újabb eredményekhez:
- BiologyBrowser
- CABI Archiválva 2007. február 16-i dátummal a Wayback Machine-ben
- Cambridge Scientific Abstracts
- BIOSIS
- Applied Ecology and Environmental Research